# Nordische Junioren-Skiweltmeisterschaften 1985
Die 8. Nordischen Junioren-Skiweltmeisterschaften 1985 fanden vom 11. bis 16. Februar 1985 in Täsch statt. Sie wurden damit nach 1977 (Sainte-Croix) zum zweiten Mal in der Schweiz ausgetragen.
Erfolgreichste Nation der Titelkämpfe war die Sowjetunion mit fünf Goldmedaillen und einer Bronzemedaille vor Schweden mit einer Gold- und Silbermedaille und Österreich mit zwei Goldmedaillen und zwei Bronzemedaillen. Das Skispringen wurde auf der Mattertalschanze und das Skispringen der Nordischen Kombination auf der Täschbergschanze ausgetragen. Die Skilanglaufwettbewerbe der Kombinierer und der Spezialisten wurden auf Loipen der Umgebung durchgeführt.

## Skilanglauf Junioren

### 15 km
| Platz | Sportler          | Land                            | Zeit (min) |
| ----- | ----------------- | ------------------------------- | ---------- |
| 1     | Gennadi Lasutin   | Sowjetunion                     | 40:01,6    |
| 2     | Holger Bauroth    | Deutsche Demokratische Republik | 40:05,1    |
| 3     | Leonid Turtschin  | Sowjetunion                     | 40:18,2    |
| 4     | André Blatter     | Österreich                      | 40:24,9    |
| 5     | Terje Langli      | Norwegen                        | 40:26,2    |
| 6     | Per-Kåre Jakobsen | Norwegen                        | 40:41,2    |
| 7     | Juri Tarasow      | Sowjetunion                     | 40:44,6    |
| 8     | Patrick Rémy      | Frankreich                      | 40:50,5    |
| 9     | Olivier Bulle     | Frankreich                      | 40:56,1    |
| 10    | Dmitri Michalijew | Sowjetunion                     | 41:02,8    |
| 11    | Jeremias Wigger   | Schweiz                         | 41:12,7    |
| 12    | Jens Lautner      | Deutsche Demokratische Republik | 41:16,2    |
| 15    | Jürg Capol        | Schweiz                         | 41:25,2    |
| 25    | Alois Schwarz     | Österreich                      | 42:00,2    |
| 27    | Thomas Keller     | BR Deutschland                  | 42:05,8    |
| 30    | Jan Steinert      | Deutsche Demokratische Republik | 42:19,8    |
| 35    | Markus König      | Schweiz                         | 42:52,6    |
| 43    | Patrick Hasler    | Liechtenstein                   | 43:07,3    |
| 44    | Michael Standmann | Österreich                      | 43:12,7    |
| 49    | Walter Kuß        | BR Deutschland                  | 44:12,5    |
| 57    | Ulrich Zipfel     | BR Deutschland                  | 44:56,8    |
| 65    | Johannes Heckmann | BR Deutschland                  | 47:20,1    |

Datum: 14. Februar 1985
Es waren 77 Läufer am Start.

### 3 × 10 km Staffel
| Platz | Sportler                                        | Land                            | Zeit (std) |
| ----- | ----------------------------------------------- | ------------------------------- | ---------- |
| 1     | Juri Tarasow Leonid Turtschin Gennadi Lasutin   | Sowjetunion                     | 1:23:17,1  |
| 2     | Per-Kåre Jakobsen Sturla Brørs Terje Langli     | Norwegen                        | 1:23:17,6  |
| 3     | Alois Schwarz Markus Gandler André Blatter      | Österreich                      | 1:23:18,5  |
| 4     | Jürg Capol Jacques Niquille Jeremias Wigger     | Schweiz                         | 1:23:19,6  |
| 5     | Martin Petrásek Frantisek Karlik Václav Korunka | Tschechoslowakei                | 1:23:33,2  |
| 6     | Lars-Erik Ramström Peter Thor Henrik Forsberg   | Schweden                        | 1:25:18,5  |
| 7     | Patrick Rémy Olivier Bulle Francois Tinguely    | Frankreich                      | 1:25:53,7  |
| 8     | Walter Kuß Ulrich Zipfel Thomas Keller          | BR Deutschland                  | 1:26:14,8  |
| 9     | Darren Derouchie Dennis Lawrence Wayne Dustin   | Kanada                          | 1:27:05,0  |
| 10    | Marko Mehtonen Arto Heiskanen Seppo Koskinen    | Finnland                        | 1:27:20,4  |
| 11    | Jens Lautner Jan Steinert Holger Bauroth        | Deutsche Demokratische Republik | 1:27:32,7  |

Datum: 16. Februar 1985
 Es waren 19 Teams am Start.

## Skilanglauf Juniorinnen

### 10 km
| Platz | Sportler             | Land                            | Zeit (min) |
| ----- | -------------------- | ------------------------------- | ---------- |
| 1     | Anna-Lena Fritzon    | Schweden                        | 31:24,3    |
| 2     | Marianne Dahlmo      | Norwegen                        | 31:33,1    |
| 3     | Gaby Nestler         | Deutsche Demokratische Republik | 31:34,3    |
| 4     | Larissa Ptizina      | Sowjetunion                     | 31:59,4    |
| 5     | Irina Scharkowa      | Sowjetunion                     | 32:04,5    |
| 6     | Ljubow Jegorowa      | Sowjetunion                     | 32:08,0    |
| 7     | Marjo Matikainen     | Finnland                        | 32:21,7    |
| 8     | Martina Schönbächler | Schweiz                         | 32:29,8    |
| 9     | Swetlana Sacharowa   | Sowjetunion                     | 32:29,9    |
| 10    | Trude Dybendahl      | Norwegen                        | 32:33,1    |
| 12    | Antje Misersky       | Deutsche Demokratische Republik | 32:39,7    |
| 13    | Manuela Drescher     | Deutsche Demokratische Republik | 32:47,7    |
| 19    | Anette Malter        | Deutsche Demokratische Republik | 33:26,8    |
| 23    | Margrit Ruhstaller   | Schweiz                         | 33:23,9    |
| 32    | Elisabeth Glanzmann  | Schweiz                         | 35:18,6    |
| 35    | Birgit Kohlrusch     | BR Deutschland                  | 35:26,3    |
| 38    | Edda Baumgarten      | BR Deutschland                  | 35:51,7    |
| 40    | Marianne Irniger     | Schweiz                         | 36:10,0    |
| 45    | Sabine Kademann      | BR Deutschland                  | 36:38,8    |
| 49    | Margot Kober         | Österreich                      | 37:14,5    |
| 52    | Gerlinde Wilke       | BR Deutschland                  | 37:35,8    |
| 53    | Maria Theurl         | Österreich                      | 37:48,1    |
| 54    | Petra Pelzmann       | Österreich                      | 38:13,3    |
| 56    | Friederike Feller    | Österreich                      | 39:15,2    |

Datum: 14. Februar 1985
 Es waren 59 Läuferinnen am Start.

### 3 × 5 km Staffel
| Platz | Sportler                                                    | Land                            | Zeit (min) |
| ----- | ----------------------------------------------------------- | ------------------------------- | ---------- |
| 1     | Larissa Ptizina Ljubow Jegorowa Swetlana Sacharowa          | Sowjetunion                     | 44:47,1    |
| 2     | Magdalena Wallin Marie-Helene Westlin Anna-Lena Fritzon     | Schweden                        | 44:59,8    |
| 3     | Manuela Drescher Gaby Nestler Antje Misersky                | Deutsche Demokratische Republik | 45:18,7    |
| 4     | Solveig Pedersen Trude Dybendahl Marianne Dahlmo            | Norwegen                        | 45:23,8    |
| 5     | Riikka Salonen Marjo Matikainen Marjut Lukkarinen           | Finnland                        | 46:59,3    |
| 6     | Elisabeth Glanzmann Margrit Ruhstaller Martina Schönbächler | Schweiz                         | 48:06,5    |
| 7     | Klara Angerer Gabriella Carrel Paola Pozzoni                | Italien                         | 48:15,6    |
| 8     | Birgit Kohlrusch Edda Baumgarten Sabine Kademann            | BR Deutschland                  | 48:53,6    |
| 9     | Jane Vincent Jenny Stewart Margaret Holden                  | Kanada                          | 49:13,6    |
| 10    | Reneta Bantscheva Margarita Vesiova Iliana Kueleva          | Bulgarien                       | 49:27,9    |
| 12    | Margot Kober Maria Theurl Petra Pelzmann                    | Österreich                      | 50:11,8    |

Datum: 16. Februar 1985
 Es waren 14 Teams am Start.

## Nordische Kombination Junioren

### Einzel (Normalschanze K 90/10 km)
| Platz | Sportler           | Land                            | Gesamtpunkte |
| ----- | ------------------ | ------------------------------- | ------------ |
| 1     | Sergei Nikiforow   | Sowjetunion                     | 419,5        |
| 2     | Hans-Peter Pohl    | Deutschland                     | 418,02       |
| 3     | Jyri Pelkonen      | Finnland                        | 417,32       |
| 4     | Klaus Sulzenbacher | Österreich                      | 415,64       |
| 5     | Sergei Sawjalow    | Sowjetunion                     | 414,64       |
| 6     | Andreas Schaad     | Schweiz                         | 414,58       |
| 7     | Ralph Schmidt      | Deutsche Demokratische Republik | 407,26       |
| 8     | Allar Levandi      | Sowjetunion                     | 407,24       |
| 9     | Thomas Selbekk     | Norwegen                        | 407,00       |
| 10    | František Repka    | Tschechoslowakei                | 406,14       |
| 15    | Günter Csar        | Österreich                      | 395,88       |
| 26    | Hippolyt Kempf     | Schweiz                         | 377,60       |
| 32    | Stefan Späni       | Schweiz                         | 355,9        |
| 39    | Toni Neidhart      | Schweiz                         | 309,1        |

Datum: 13. und 14. Februar 1985

### Mannschaft (Normalschanze K90/3 × 10 km)
| Platz | Sportler                                         | Land                            | Gesamtpunkte |
| ----- | ------------------------------------------------ | ------------------------------- | ------------ |
| 1     | Sergei Nikiforow Allar Levandi Sergei Sawjalow   | Sowjetunion                     | 1229,4       |
| 2     | Thomas Selbekk John Riiber Trond Arne Bredesen   | Norwegen                        | 1214,18      |
| 3     | Dusan Pitonak Michal Pustějovský František Repka | Tschechoslowakei                | 1199,26      |
|       |                                                  |                                 |              |
| 5     | Thorald Jacob Uwe Prenzel Ralph Schmidt          | Deutsche Demokratische Republik | 1170,75      |
| 8     | Andreas Schaad Stefan Späni Hippolyt Kempf       | Schweiz                         | 1117,14      |

Datum: 15. und 16. Februar 1985

## Skispringen Junioren

### Normalschanze
| Platz | Sportler            | Land                            | Weite 1 | Weite 2 | Punkte |
| ----- | ------------------- | ------------------------------- | ------- | ------- | ------ |
| 1     | Werner Haim         | Österreich                      | 95,0 m  | 96,5 m  | 201,0  |
| 2     | Juha Karjalainen    | Finnland                        | 99,0 m  | 96,5 m  | 200,6  |
| 3     | Günther Stranner    | Österreich                      | 100,0 m | 92,5 m  | 199,9  |
| 4     | Martin Švagerko     | Tschechoslowakei                | 97,0 m  | 100,0 m | 199,7  |
| 5     | Pekka Suorsa        | Finnland                        | 95,0 m  | 100,0 m | 196,9  |
| 6     | Wolfgang Margreiter | Österreich                      | 94,0 m  | 95,0 m  | 195,0  |
| 7     | Jan Kowal           | Polen                           | 95,0 m  | 95,0 m  | 193,4  |
| 8     | Jewgeni Waschurin   | Sowjetunion                     | 93,5 m  | 98,5 m  | 191,7  |
| 9     | Borut Mur           | Jugoslawien                     | 94,0 m  | 95,0 m  | 190,0  |
| 10    | Joachim Petzold     | Deutsche Demokratische Republik | 92,5 m  | 93,5 m  | 189,3  |
| 21    | Benz Hauswirth      | Schweiz                         | 91,0 m  | 91,5 m  | 175,9  |
| 23    | Hubert Mathis       | Schweiz                         | 88,0 m  | 92,0 m  | 174,9  |
| 31    | Thomas Kindlimann   | Schweiz                         | 88,5 m  | 88,0 m  | 167,5  |
| 48    | Stephan Rochat      | Schweiz                         | 85,5 m  | 78,0 m  | 145,3  |

Datum: 16. Februar 1985

### Mannschaftsspringen Normalschanze
| Platz | Sportler                                                            | Land                            | Weite 1                         | Weite 2                         | Punkte |
| ----- | ------------------------------------------------------------------- | ------------------------------- | ------------------------------- | ------------------------------- | ------ |
| 1     | Günther Stranner Werner Haim Wolfgang Margreiter Rudolf Pürstl      | Österreich                      | 099,0 m 096,0 m 093,0 m 087,0 m | 096,0 m 095,0 m 095,0 m 084,5 m | 592,3  |
| 2     | Jens Schreiber Guntram Kraus Joachim Petzold Ingo Züchner           | Deutsche Demokratische Republik | 092,0 m 092,0 m 079,0 m 085,0 m | 089,0 m 089,5 m 087,0 m 084,5 m | 535,0  |
| 3     | Jiří Raška Pavel Kojda Roman Kovac Martin Švagerko                  | Tschechoslowakei                | 092,0 m 092,5 m 087,0 m 093,0 m | 090,0 m 085,0 m 086,0 m 089,0 m | 528,8  |
| 4     | Per-Inge Tällberg Magnus Åström Christer Andersson Staffan Tällberg | Schweden                        | 090,0 m 089,5 m 087,5 m 088,0 m | 086,5 m 087,0 m 089,5 m 082,0 m | 525,4  |
| 5     | Borut Mor Jože Verdev Janez Debelak Iztok Golob                     | Jugoslawien                     | 093,5 m 088,5 m 081,5 m 085,0 m | 089,5 m 089,5 m 090,0 m 084,0 m | 518,6  |
| 6     | Stein Gruben Torbjørn Korsvold Clas Brede Bråthen Ivar Fiane Svein  | Norwegen                        | 097,0 m 087,5 m 081,0 m 081,0 m | 092,0 m 086,5 m 084,0 m 074,5 m | 514,9  |
| 7     | Jan Kowal Zbigniew Klimowski Robert Witke Bogdan Papierz            | Polen                           | 090,0 m 082,5 m 087,5 m 086,5 m | 092,5 m 094,0 m 085,0 m 079,0 m | 513,9  |
| 8     | Carlo Pinzani Virginio Lunardi Paolo Rigoni                         | Italien                         | 089,0 m 089,5 m 088,0 m         | 086,5 m 088,0 m 081,0 m         | 502,0  |
| 9     | Jürgen Winterhalder Michael Schiele Eckhard Reichertz Jürgen Dilger | BR Deutschland                  | 097,0 m 082,0 m 087,5 m 081,5 m | 092,0 m 083,0 m 082,0 m 079,0 m | 501,4  |
| 10    | Stephan Rochat Benz Hauswirth Hubert Mathis Bruno Romang            | Schweiz                         | 088,0 m 085,0 m 082,5 m 081,0 m | 084,5 m 081,0 m 084,0 m 081,0 m | 470,6  |

Datum: 13. Februar 1985

## Medaillenspiegel
| Platz | Land                            | Gold | Silber | Bronze | Gesamt |
| ----- | ------------------------------- | ---- | ------ | ------ | ------ |
| 1     | Sowjetunion                     | 5    | 0      | 1      | 6      |
| 2     | Schweden                        | 1    | 1      | 0      | 2      |
| 3     | Österreich                      | 2    | 0      | 2      | 4      |
| 4     | Norwegen                        | 0    | 3      | 0      | 3      |
| 5     | Deutsche Demokratische Republik | 0    | 2      | 2      | 4      |
| 6     | Finnland                        | 0    | 1      | 1      | 2      |
| 7     | Deutschland                     | 0    | 1      | 0      | 1      |
| 8     | Tschechoslowakei                | 0    | 0      | 2      | 2      |